# Dumitru Bordei
Dumitru Bordei (n. 1875, Ohaba Streiului, județul Hunedoara – d. 1936, Ohaba Streiului, județul Hunedoara) a fost un deputat în Marea Adunare Națională de la Alba Iulia, organismul legislativ reprezentativ al „tuturor românilor din Transilvania, Banat și Țara Ungurească”, cel care a adoptat hotărârea privind Unirea Transilvaniei cu România, la 1 decembrie 1918 :p. 196.

## Biografie
A făcut școala primară, fiind plugar. A fost sanitar în timpul Primului Război Mondial :p. 196.

## Activitatea politică
Ca deputat în Adunarea Națională din 1 decembrie 1918, Dumitru Bordei a fost delegat al Cercului electoral Hațeg :p. 196.